# Dimos Alexandroupoli
Dimos Alexandroupoli (Alexandroupoli) är en kommun i Grekland.   Den ligger i prefekturen Nomós Évrou och regionen Östra Makedonien och Thrakien, i den nordöstra delen av landet, 400 km nordost om huvudstaden Aten. Antalet invånare är 66 125.